# BNZ Tower
[carece de fontes?]
A BNZ Tower.
A BNZ Tower é o segundo edifício mais alto de Wellington, Nova Zelândia. Foi o edifício mais alto da Nova Zelândia entre 1983 e 1986. A torre, feita de aço, granito e vidro, e possui 26 andares.